# Sishen Mine
Sishen Mine ist eine Eisenerztagebaumine in der südafrikanischen Provinz Nordkap. Die Mine liegt östlich der Siedlung Dingleton (ehemals Sishen [ˈsɪʃɘn], von Setswana Sesheng, ‚Neuer Ort‘) und ist 30 km von der Stadt Kathu entfernt.
Sishen Mine ist eine der größten Tagebauminen der Welt, in denen Eisenerz gefördert wird. Der Erzkörper ist ungefähr 14 km lang, 3,2 km breit und 400 m tief. Das Hämatiterz ist sehr hochwertig: Während Eisenerz weltweit durchschnittlich nur rund 30 Prozent Stückerz und 70 Prozent Feinerz enthält, so ist das Verhältnis in Sishen 2019 71 Prozent zu 29 Prozent.
Der Abbau in Sishen geht auf das Jahr 1953 zurück. Das erste Erz aus der Mine wurde 1976 exportiert. 2019 wurden 29,2 Millionen Tonnen Eisenerz gefördert.
Das Erz wird mit Schwerlastwagen des Typs Komatsu 730E zur Zerkleinerungsanlage gefahren. Die Lastwagen können jeweils 150 bis 170 Tonnen Fracht laden und sind mit Pantografen ausgestattet, so dass sie beim Bergauffahren mit Ladung eine Oberleitung nutzen können.
Das Erz wird über die 861 Kilometer lange, elektrifizierte Bahnstrecke Sishen–Saldanha zum Erzterminal im Hafen Saldanha transportiert. Die Züge sind über zwei Kilometer lang, teilweise bis vier Kilometer, und gehören zu den schwersten Güterzügen der Erde. 